# 1974 en Iran
Chronologie de l'Iran
- 1970
- 1971
- 1972
- 1973
- 1974
- 1975
- 1976
- 1977
- 1978

Cette page présente les faits marquants de l'année 1974 en Iran.

## Culture

### Sortie de film
Sauf indication contraire, les informations mentionnées dans cette section peuvent être confirmées par les bases de données cinématographiques IMDb et SourehCinema (fa),  présentes dans la section « Liens externes ».
- The Deer, écrit et réalisé par Massoud Kimiai.
- Le Passager, réalisé par Abbas Kiarostami.
- Tabiate bijan, réalisé par Sohrab Shahid Saless.
- Tangsir, réalisé par Amir Naderi.

## Naissances
- 27 janvier : Mehdi Hasheminasab, footballeur.
- 3 février : Shahab Hosseini, acteur.
- 24 février : Karim Bagheri, footballeur.
- 14 avril : Merila Zarei, actrice.
- 3 décembre : Farnaz Ghazizadeh, journaliste et présentatrice de télévision.

## Décès
- 19 octobre : Nour Ali Elahi, penseur spirituel et haut magistrat.